# Восточная церковь Святого Дунстана (Лондон)
Восточная церковь Святого Дунстана (англ. Church of St Dunstan-in-the-East) — бывшая англиканская приходская церковь в районе Сити города Лондона (Великобритания), расположенная на одноимённом холме. Церковь была сильно разрушена во время Второй мировой войны, в XXI веке её руины представляют собой городской сквер.

## История и описание
Храм-предшественник на месте Восточной церкви Святого Дунстана был построен около 1100 года. Новый южный придел был добавлен в 1391 году; церковь была отремонтирована в 1631 году, что обошлось в более чем 2400 фунтов стерлингов. Здание было серьезно поврежден во время Великого лондонского пожара 1666 года. Вместо того, чтобы полностью перестроить храм, поврежденная церковь была отремонтирована в период с 1668 по 1671 год. Шпиль башки-колокольни, созданный по проекту архитектора Кристофера Рена, был добавлен в 1695—1701 годах. Новая колокольня была построена в готическом стиле, соответствующем основной части церкви.
В 1817 году было обнаружено, что под тяжестью крыши нефа церковные стены раздвинулись на семь дюймов от исходного перпендикуляра. Было решено перестроить церковь с уровня арок — но состояние конструкции оказалось настолько неудовлетворительным, что всё здание в итоге было снесено. Новое здание было построено по проекту архитектора Дэвида Лэнга (David Laing), созданному при содействии Уильяма Тайта (William Tite). Первый камень основание храма был заложен в ноябре 1817 года; церковь вновь открылась для богослужений в январе 1821 года. Новое здание имело 115 футов в длину и 65 футов в ширину — оно могло вместить до семисот прихожан. Стоимость работ составила 36 000 фунтов стерлингов. При этом колокольня Рена была сохранена в новом здании.
Восточная церковь Святого Дунстана сильно пострадала во время Второй мировой войны, от бомбардировок «Блица» 1941 года. Башня Рена и шпиль пережили авиаудар, а от остальной части церкви сохранились только северная и южная стены. При реорганизации англиканской церкви в Лондоне, начавшейся после войны было принято решение не восстанавливать храм. В 1967 году муниципальные власти решили превратить руины в сквер, который открылся в 1971 году. В руинах были посажены деревья, а посреди нефа был добавлен невысокий фонтан. В башне сейчас находятся помещения фонда «All Hallows House Foundation». 4 января 1950 года руины церковного здания были внесены в список памятников архитектуры первой степени (Grade I).